# Dayton (Minnesota)
Dayton è una città degli Stati Uniti d'America, situata in Minnesota, nella Contea di Hennepin e in una piccola parte nella Contea di Wright.